# Kutztown University of Pennsylvania

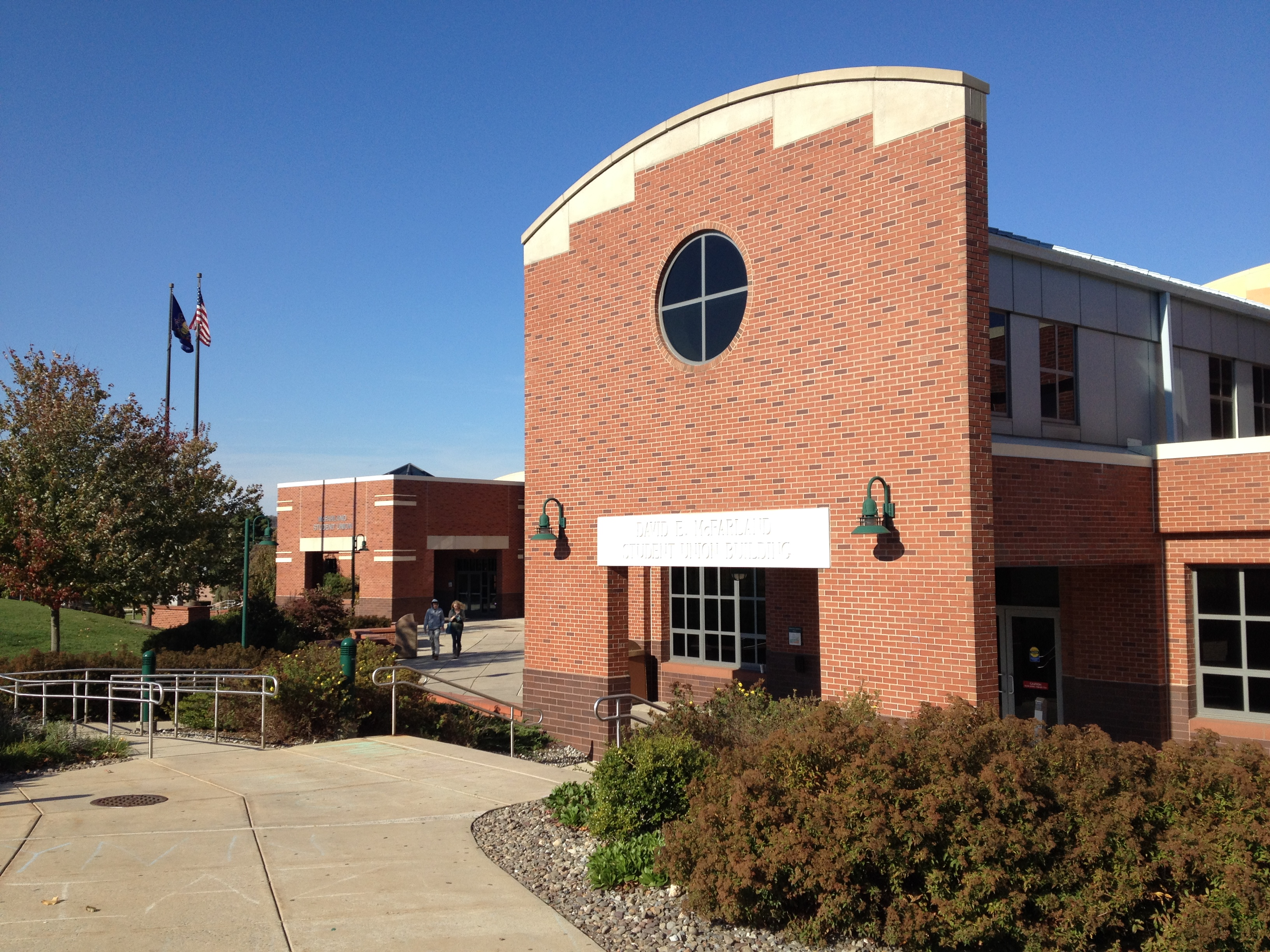
McFarland Studentenverbindung an der Kutztown University of Pennsylvania

Die Kutztown University of Pennsylvania, kurz KU, ist eine staatliche Universität in Kutztown, Vereinigte Staaten.

## Geschichte und Organisation
Die KU wurde 1866 als Normalschule eröffnet, 1928 wurde sie ein College zur Lehrerbildung, 1983 wurde der Einrichtung der Universitätsstatus verliehen. Die Universität wird von einem Präsidenten geleitet, er wird unterstützt von vier Vizepräsidenten. Die Leitung ist dem Stiftungsrat verantwortlich, der die Leitlinien festgelegt. Das höchste universitäre Gremium ist der Senat.

## Fakultäten und Studienangebot
Die KU ist in vier Colleges gegliedert:
- Wirtschaftswissenschaft
- Lehrerbildung
- Geistes- und Naturwissenschaften
- Künste.

Es werden mehrere Bachelor- und Masterstudiengänge mit dem Schwerpunkt der Lehrerausbildung angeboten.

## Sport

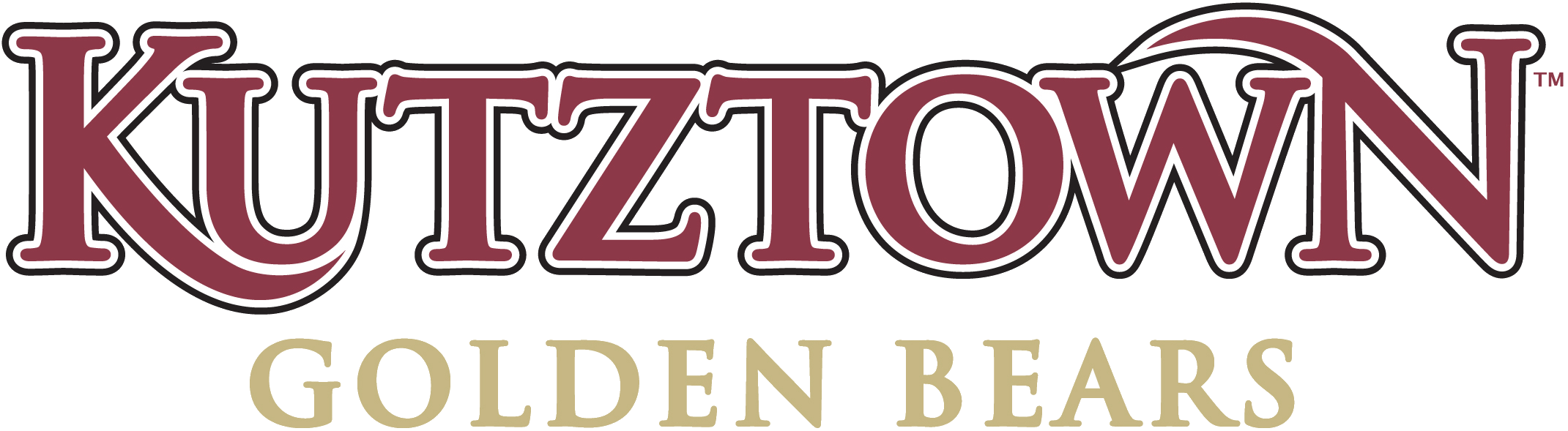

Die Sportteams der Kutztown University sind die Golden Bears. Es gibt Mannschaften in Basketball, Baseball, American Football, Leichtathletik, Tennis und Ringen für Männer sowie Bowling, Hockey, Lacrosse, Fußball, Schwimmen, und Volleyball für Frauen.
Die Golden Bears sind in der PSAC, einer Unterdivision der NCAA 2, organisiert. Das Stadion der Golden Bears ist das University Field, ihre Basketballhalle heißt Keystone Hall.

## Pennsylvania German Cultural Heritage Center
Kutztown liegt im Zentrum des Pennsylvania Dutch country und beheimatet auf einem ehemaligen Bauernhof das Pennsylvania German Cultural Heritage Center. Das zur Universität gehörende Center gibt Studenten die Möglichkeit, sich wissenschaftlich mit Sprache und Kultur der Pennsylvaniadeutschen zu beschäftigen. Seit einigen Jahren steht Pennsylvaniadeutsch im Rahmen eines Pennsylvania German Minor Programs auch auf dem Lehrplan. Das Heritage Center kooperiert mit der pennsylvaniadeutschen Zeitung Hiwwe wie Driwwe.